# Escalada a Montjuïc
Escalada a Montjuïc var ett spanskt (katalanskt) endagslopp i landsvägscykling, uppdelat på två etapper. Det avhölls i Barcelona från 1965 till 2007; första året kördes två upplagor, en i mars och en i oktober.

## Historik
Den första etappen var ett kriterium bestående av fem varv på en fem kilometer lång slinga upp om Montjuїc (en höjdskillnad på ungefär 170 meter per varv), medan den andra var ett individuellt tempolopp med två varv på samma slinga. Tävlingen avhölls på hösten – från 1977 i oktober. När UCI Europe Tour instiftades 2005 inkluderades loppet, kategoriserat som 1.2 och ändrat till 2.HC 2007.
Den första upplagan var bara ett tre kilometer långt tempolopp uppför backen, och de följande åren kördes först ett linjelopp och sedan ett tempolopp uppför denna. Först 1970 kördes det på en varvbana.
Från 1973 till 1983 var loppet uppdelat på tre etapper där den första var ett lagtempo. Först 1983 fick loppet den (ungefärliga, antalet varv i respektive disciplin och varvens längd varierade) utformning som det behöll fram till slutet.
Utöver elitloppet för herrar hölls även lopp för damer, amatörer, veteraner och därtill tandemlopp för synskadade med ledsagare.

## Podieplaceringar
| År        | Vinnare             | Tvåa                | Trea                           |
| 1965 mars | Federico Bahamontes | Julio Jiménez       | Joaquin Galera Antonio Karmany |
| 1965 okt. | Raymond Poulidor    | Federico Bahamontes | Joaquin Galera                 |
| 1966      | Eddy Merckx         | Ferdinand Bracke    | Lucien Aimar                   |
| 1967      | Raymond Poulidor    | Joaquin Galera      | Felice Gimondi                 |
| 1968      | Raymond Poulidor    | Luis Ocaña          | Joaquin Galera                 |
| 1969      | Gianni Motta        | Felice Gimondi      | Luis Ocaña                     |
| 1970      | Eddy Merckx         | Luis Ocaña          | Joaquim Agostinho              |
| 1971      | Eddy Merckx         | Agustín Tamames     | Luis Ocaña                     |
| 1972      | Eddy Merckx         | Gonzalo Aja         | Antonio Martos                 |
| 1973      | Jesús Manzaneque    | José Pesarrodona    | Luis Ocaña                     |
| 1974      | Eddy Merckx         | Antonio Martos      | Vicente López Carril           |
| 1975      | Eddy Merckx         | Joop Zoetemelk      | José Martins                   |
| 1976      | Michel Pollentier   | Joop Zoetemelk      | Joaquim Agostinho              |
| 1977      | Bernard Thévenet    | José Enrique Cima   | Francisco Galdós               |
| 1978      | Michel Pollentier   | Eulalio Garcia      | Vicente Belda                  |
| 1979      | Claude Criquielion  | Pedro Vilardebo     | Joop Zoetemelk                 |
| 1980      | Marino Lejarreta    | Antonio Coll        | José Luis Laguía               |
| 1981      | Joop Zoetemelk      | Pedro Muñoz         | Alberto Fernández              |
| 1982      | Marino Lejarreta    | Joop Zoetemelk      | Pedro Muñoz                    |
| 1983      | Marino Lejarreta    | Sean Kelly          | Pedro Muñoz                    |
| 1984      | Claude Criquielion  | José Luis Laguía    | Iñaki Gastón                   |
| 1985      | Vicente Belda       | Claude Criquielion  | Joop Zoetemelk                 |

| År   | Vinnare            | Tvåa               | Trea                     |
| 1986 | Vicente Belda      | Laurent Fignon     | Pedro Delgado            |
| 1987 | Álvaro Pino        | Joop Zoetemelk     | Vicente Belda            |
| 1988 | Marino Lejarreta   | Álvaro Pino        | Vicente Belda            |
| 1989 | Erik Breukink      | Marino Lejarreta   | Pedro Delgado            |
| 1990 | Marino Lejarreta   | Eric Van Lancker   | Iñaki Gastón             |
| 1991 | Oliverio Rincón    | Joaquin Llach      | Erik Breukink            |
| 1992 | Alex Zülle         | Tony Rominger      | Oliverio Rincón          |
| 1993 | Maurizio Fondriest | Claudio Chiappucci | Oliverio Rincón          |
| 1994 | Tony Rominger      | Claudio Chiappucci | Félix García Casas       |
| 1995 | Claudio Chiappucci | Mauro Gianetti     | Francesco Casagrande     |
| 1996 | Fabian Jeker       | Mauro Gianetti     | Daniel Clavero           |
| 1997 | Laurent Jalabert   | Alex Zülle         | Daniel Clavero           |
| 1998 | Fabian Jeker       | Abraham Olano      | Melchor Mauri            |
| 1999 | Andrej Zinsjenko   | Melchor Mauri      | Miguel Martin Perdiguero |
| 2000 | Fabian Jeker       | José Luis Rubiera  | Óscar Freire             |
| 2001 | Joaquim Rodríguez  | Joseba Beloki      | Óscar Sevilla            |
| 2002 | Joseba Beloki      | Félix García Casas | Manuel Beltrán           |
| 2003 | Iván Gutiérrez     | Santiago Pérez     | Joaquim Rodríguez        |
| 2004 | Samuel Sánchez     | Roberto Laiseka    | Joaquim Rodríguez        |
| 2005 | Samuel Sánchez     | Carlos Sastre      | Joaquim Rodríguez        |
| 2006 | Igor Antón         | Alberto Losada     | Joaquim Rodríguez        |
| 2007 | Daniel Moreno      | Samuel Sánchez     | Carlos Sastre            |